# Беренгер (граф Намюра)
Беренге́р (Беренже́р, Беренга́рий, Беранже́) (фр. Bérenger, ум. 924/946) — граф Намюра с 908

## Биография

### Правление
Точное происхождение Беренгера неизвестно. Если судить по имени, то возможно он был родственником дома Унрошидов.
В 908 году он получил в управление графство Ломм (фр. Lomme), располагавшееся на территории, которая впоследствии станет графством Намюр. Он несколько раз упоминался в 907— 924 годах в источниках. В 924 году он напал на герцога Лотарингии Гизельберта, за то что тот держал в заложниках детей его союзника графа Эно Ренье II. В разгоревшейся борьбе было опустошено графство Эно, где находились владения Ренье.
После этого Беренгер в исторических источниках больше не упоминался. В 946 году Намюром правил уже Роберт I, но неизвестно, в какой степени родства он находился с Беренгером (возможно он был его внуком).

### Брак
Жена: дочь Ренье I, герцога Лотарингии
О детях Беренгера никаких сведений нет. Возможно, что его сыном или внуком был Роберт I Намюрский.